# Comuna Holovciînți, Zalișciîkî
Holovciînți (în ucraineană Головчинці) este o comună în raionul Zalișciîkî, regiunea Ternopil, Ucraina, formată din satele Holovciînți (reședința) și Korolivka.

## Demografie
Componența lingvistică a comunei Holovciînți
     Ucraineană (99,59%)
     Alte limbi (0,41%)
Conform recensământului din 2001, majoritatea populației comunei Holovciînți era vorbitoare de ucraineană (99,59%), existând în minoritate și vorbitori de alte limbi.